# CNBC Indonesia
CNBC Indonesia – indonezyjska stacja telewizyjna o charakterze informacyjnym. Została uruchomiona w 2018 roku.